# Radociech
Radociech – słowiańskie/staropolskie imię męskie, złożone z członu Rado- (motywowany przez rad – "być zadowolonym, chętnym, cieszyć się" lub radzić – "troszczyć się, dbać o coś") oraz członu -ciech ("cieszyć"). Może ono oznaczać "tego, który chętnie się cieszy".
Radociech imieniny obchodzi 17 kwietnia i 25 kwietnia.